# Vrh, Šmarje pri Jelšah
Vrh este o localitate din comuna Šmarje pri Jelšah, Slovenia, cu o populație de 142 de locuitori.